# قلب شیشه‌ای (فیلم)
«قلب شیشه‌ای» (آلمانی: Herz aus Glas) فیلمی در ژانر درام به کارگردانی ورنر هرتسوک است که در سال ۱۹۷۶ منتشر شد.